# Dekanat Kołbacz
Dekanat Kołbacz – jeden z dekanatów należący do archidiecezji szczecińsko-kamieńskiej.

## Parafie
- Bielice (pw. MB Królowej Polski)
- Kobylanka (pw. św. Antoniego, bł. Stefana Wyszyńskiego)
- Kołbacz (pw. Najśw. Serca Pana Jezusa)
- Reptowo (pw. Wniebowzięcia NMP)
- Ryszewko (pw. Wniebowzięcia NMP)
- Stare Czarnowo (pw. MB Wspomożenia Wiernych)
- Żabów (pw. św. Jana Chrzciciela)

## Dziekan i wicedziekan
Źródło:
- Dziekan: ks. kan. mgr Piotr Twaróg
- Wicedziekan: ks. mgr lic. Paweł Żurawiński SDB